# Protexarnis balanitis
Protexarnis balanitis är en fjärilsart som beskrevs av Augustus Radcliffe Grote 1873. Protexarnis balanitis ingår i släktet Protexarnis och familjen nattflyn. Inga underarter finns listade i Catalogue of Life.